# 森戸大明神

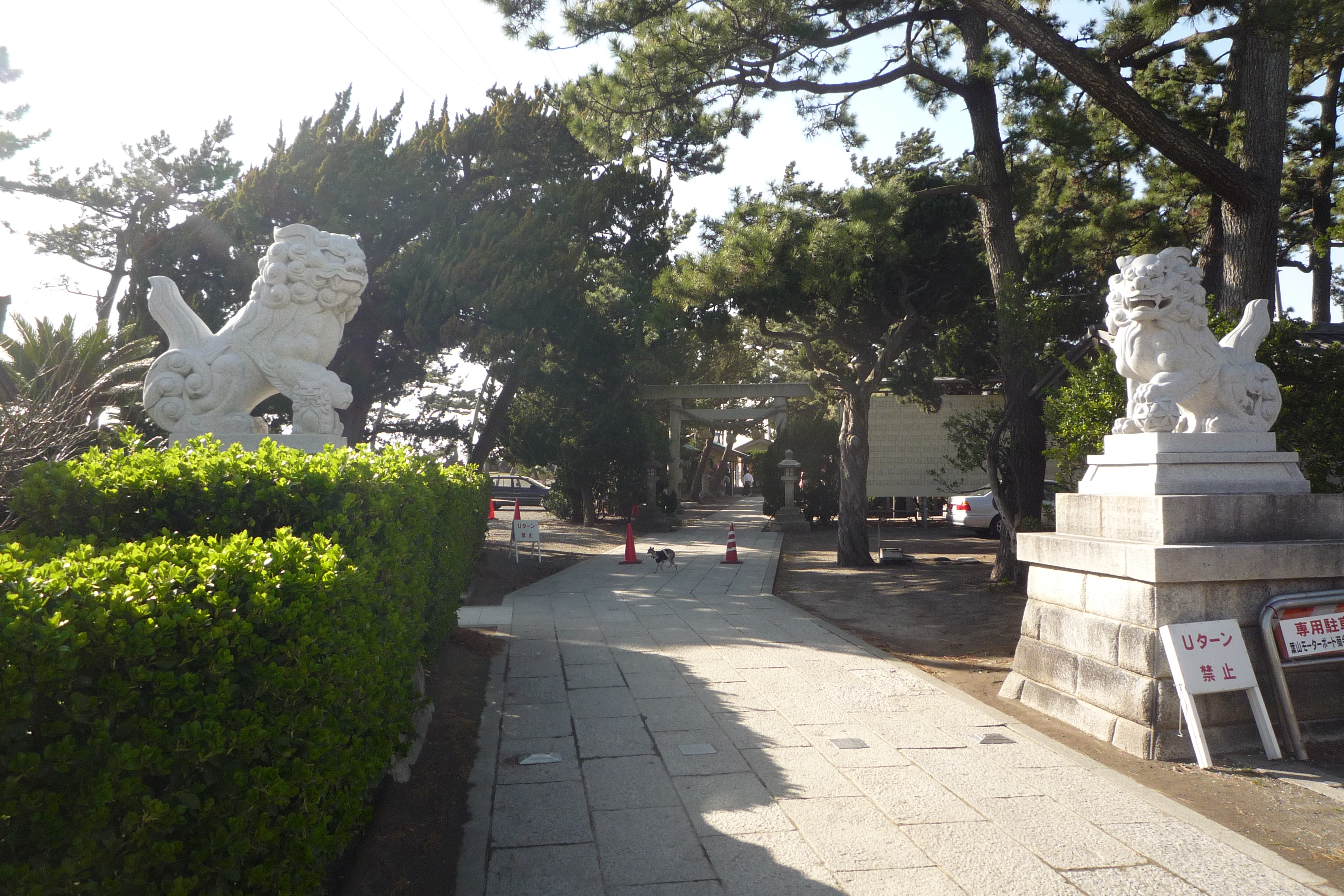
狛犬と鳥居

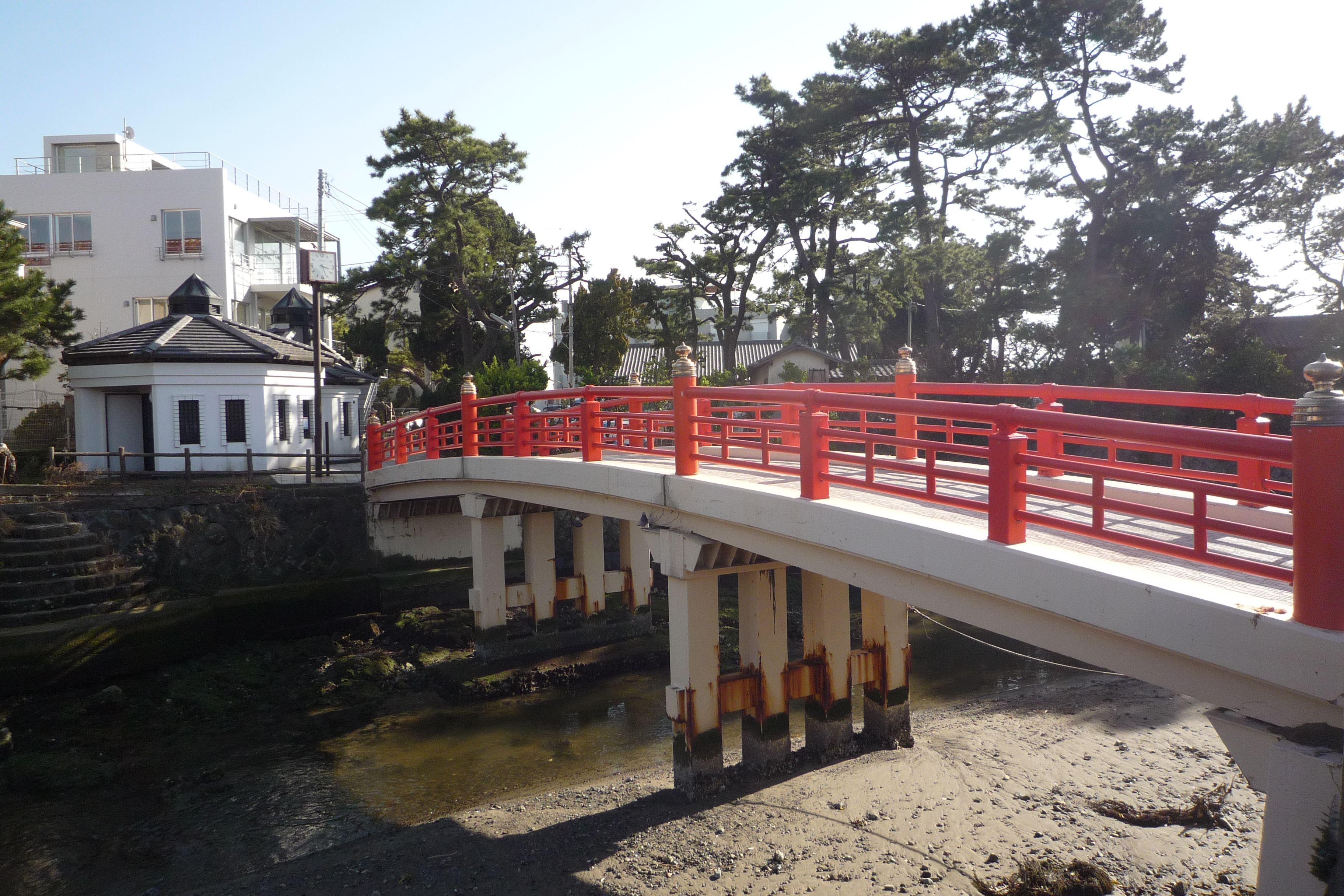
境内の北隣りを流れる森戸川をまたいで北方の森戸海岸との間をつなぐ「みそぎ橋」

森戸大明神（もりとだいみょうじん）は、神奈川県三浦郡葉山町の神社。森戸海岸の南端に、森戸川を挟んで所在している。単に森戸神社（もりとじんじゃ）とも。

## 歴史
1180年（治承4年）に創建された。源頼朝は以仁王の令旨を奉じて挙兵し、紆余曲折はあったものの鎌倉を拠点とする勢力を築いた。頼朝は三嶋明神（現・三嶋大社）から分霊を勧請して神社を創建した。以降、歴代鎌倉幕府将軍が訪れる場所となった。当地を所領とする三浦氏の祈願所ともなっている。
境内には、ベルツ博士とマルティーノ公使を顕彰する顕彰碑が建てられている。彼らは明治初期に葉山を訪れ、保養地の適地として紹介、皇室や政府高官の別荘が多く建てられるきっかけとなった。葉山御用邸もその一つである。大正天皇は度々葉山御用邸で療養生活を送り、終焉の地ともなった。

## 祭神
- 大山祗命
- 事代主命

## 境内
- 拝殿・本殿
- 社務所・授与所
- 手水舎
- 参集殿
- みそぎ橋
- 鳥居

植物
- 飛柏槇（ひびゃくしん）（かながわの名木100選、葉山町指定天然記念物）
- 千貫松（せんがんまつ）（源頼朝・和田義盛関連）

記念碑
- マルチーノ イタリア公使・ベルツ博士記念碑（保養地進言、葉山御用邸関連）
- 詩人・堀口大学 詩碑「花はいろ　人はこころ」
- 昭和天皇御即位の御大典記念碑（即位50年記念）
- 大正天皇御即位の御大典記念碑
- 高橋是清 歌碑「堪忍の　股よりのぞけ　富士の山」
- 明治天皇・昭憲皇太后 歌碑
  - 明治天皇 海辺雪 歌碑「波のうへに　富士のね見えて　くれ竹の　葉山の浦の　雪はれにけり」
  - 照憲皇太后 里神楽 歌碑「くれ竹の　葉山の宮に　きこゆるや　森戸あたりの　かぐらなるらむ」
- 源頼朝公 別墅跡
- 侯爵細川家 松樹五百本寄進の碑
- 石原裕次郎 記念碑

### 境内社
- おせき稲荷社（祭神・宇迦之御魂大神）
- 水天宮（祭神・天御中主大神）
- 庚申塔（祭神・猿田彦大神）
- 畜霊社（祭神・保食神）
- 総霊社（英霊、祖霊、水子霊）

## 文化財
- 森戸神社社殿（葉山町指定重要文化財 昭和55年9月18日指定）[3]
- 森戸神社の庚申塔（葉山町指定重要文化財 昭和49年1月14日指定）[3]
- 顕彰碑 ベルツ博士・マルチィーノ公使（葉山町指定重要文化財 昭和49年4月15日指定）[3]
- 森戸大明神ビャクシン（葉山町指定天然記念物 昭和43年2月29日指定）[3]

## 交通アクセス
- 路線バス森戸神社停留所より徒歩2分。

## 関連文献
- 「衣笠庄 堀内村 森戸明神社」『大日本地誌大系』 第40巻新編相模国風土記稿5巻之108村里部三浦郡巻之2、雄山閣、1932年8月。NDLJP:1179240/117。